# Lipolelo Thabane
Lipolelo Thabane (1959 - 14 de junho de 2017) foi uma política do Lesoto e ex-esposa do primeiro-ministro Tom Thabane. Ela foi assassinada em 14 de junho de 2017, dois dias antes da posse de Tom Thabane. 

## Biografia
Lipolelo Thabane nasceu em Basutolândia em uma família de cinco irmãos, dos quais ela era a caçula. Teve dois filhos e foi a segunda esposa de Tom Thabane com quem se casou em 1987. 
Durante a violência política no Reino do Lesoto, Lipolelo Thabane mudou-se para a cidade sul-africana de Sandton, Joanesburgo. 
Tom Thabane separou-se da sua esposa Lipolelo em 2012. Logo a seguir, passou a viver com Maesaiah Thabane que assumiu as funções de primeira-dama.
Apesar da situação de seu divórcio com Tom Thabane, o tribunal declarou Lipolelo como primeira-dama do Lesoto durante a primeira candidatura de Thabane à posição de primeiro-ministro, em vez de sua esposa recém-casada. Isso foi emitido com base no qual o divórcio requerido ainda não havia sido concedido. 
Lipolelo Thabane foi emboscada, baleada e morta enquanto dirigia para casa em 14 de junho de 2017, em Ha Masana, dois dias antes de Tom Thabane ser empossado como primeiro-ministro do Lesoto. O assassinato chocou toda a nação.
Em fevereiro de 2020, Maesaiah Thabane, atual esposa do viúvo Thabane, passou a ser investigada pelo assassinato de Lipolelo. 